# Distrito de Munä
Munä es uno de los distritos que componen la comarca indígena de Ngäbe-Buglé, en Panamá.

## Descripción
El distrito posee un área de 796,4 km² y una población de 36.075 habitantes (censo de 2010) pertenece al área comarcal de  Ködri, con una densidad demográfica de 45,3 hab/km². Se encuentra situado en la serranía de Tabasará.

## Organización
El distrito de Munä cuenta con los siguientes corregimientos:
- Munängätäte (cabecera distrital) (Chichica)
- Siädakäbti (Alto Caballero)
- Bakama
- Cerro Caña
- Cerro Puerco
- Krüa
- Maraca
- Nibra
- Kikintani (Peña Blanca)
- Roka
- Sitio Prado
- Umaní
- Diko
- Kikari
- Dikeri
- Mreeni

## Demografía
En 2010 Müna contaba con una población de 36 075 habitantes según datos del Instituto Nacional de Estadística y una extensión de 796,4 km² lo que equivale a una densidad de población de 45,3 habitantes por km².

### Razas y etnias
- 98,01 % Chibchas (Americanos)[3]
- 1,64 % Campesinos
- 0,35 % Afropanameños[3]

La población es mayoritariamente ngäbe, pero también podemos encontrar descendientes de buglés.